# Alophophion holosericeus
Alophophion holosericeus är en stekelart som först beskrevs av Taschenberg 1875.  Alophophion holosericeus ingår i släktet Alophophion och familjen brokparasitsteklar. Inga underarter finns listade i Catalogue of Life.